# Marhoum
Marhoum (în arabă مرحوم) este o comună din provincia Sidi Bel Abbès, Algeria.
Populația comunei este de 5.383 de locuitori (2008).